# Alice Springs-muis
De Alice Springs-muis (Pseudomys fieldi) is een knaagdier uit het geslacht Pseudomys dat voorkomt in Australië. Zijn verspreidingsgebied besloeg oorspronkelijk het zuidwesten van het Noordelijk Territorium, het noordwesten van Zuid-Australië en het midden van West-Australië, maar in de 19e eeuw stierf hij uit op het vasteland en is hij teruggedrongen tot Bernier Island, voor de westkust van West-Australië. Later is hij heringevoerd op Doole Island en Trimouille Island. Op Bernier komt hij het meeste voor op met Spinifex bedekte duinen.
De Alice Springs-muis is een grote, ruig behaarde muis. De rug is licht geelbruin, de onderkant wit, met een geleidelijke overgang. De staart is van boven grijs en van onderen wit, met een donkere borstel op de punt. De oren zijn grijs. De kop-romplengte bedraagt 90 tot 115 mm, de staartlengte 115 tot 125 mm, de achtervoetlengte 26 tot 27 mm, de oorlengte 19 mm en het gewicht 30 tot 50 gram. Vrouwtjes hebben 0+2=4 spenen.
De soort is 's nachts actief en leeft in nesten of kleine holen. Hij eet vooral groene planten, bloemen en wat geleedpotigen en schimmels. Jongen worden tussen mei en november geboren. Na een draagtijd van 28 dagen worden er vier of vijf jongen geboren, die na 30 dagen zelfstandig zijn. Op Bernier leven deze dieren ongeveer twee jaar.
De populaties op de eilanden worden soms als een aparte soort, Pseudomys praeconis, gezien, maar onderzoek heeft aangetoond dat de uitgestorven soort van het vasteland dezelfde is als het dier dat nog steeds op Bernier voorkomt. P. fieldi staat daarom door de IUCN als "kritiek" (CR) op de Rode Lijst; P. praeconis wordt - zonder uitleg - als een aparte soort gegeven.